# Roland Schmid (Fotograf)
Roland Schmid (* 1966 in Basel) ist ein Schweizer Fotograf.

## Leben
Der 1966 in Basel geborene Schmid entdeckte während einer Rumänien-Reise 1986 sein Interesse an Osteuropa und begann zunächst ein Studium der Slawistik. Nach der politischen Wende 1989 bereiste er intensiv viele Staaten des ehemaligen Ostblocks. Er begann damit, seine Reisen fotografisch zu dokumentieren. Er brach das Studium ab und absolvierte eine fotografische Ausbildung bei Hugo Jaeggi. Seither arbeitet Schmid als freischaffender Fotograf für nationale und internationale Zeitungen, Magazine, Unternehmen und Organisationen.
Von 2007 bis 2008 war Schmid Artist in Residence bei der Association Gwin Zegal in der Bretagne. Er wird von der Agentur 13Photo in Zürich vertreten.
Seine Bilderserie Cross-Border Love über Liebespaare, Familien und Freunde, die wegen der Corona-Pandemie nicht über die Grenze zwischen Deutschland und der Schweiz kommen, brachte ihm beim World Press Photo Award 2021 den 2. Preis in der Kategorie General News, Stories ein.

## Auszeichnungen (Auswahl)
- 2000: 1. Preis beim Swiss Press Photo Award für seine Arbeit über Agent Orange
- 2006: 2. Preis beim Swiss Press Photo Award
- 2021: 2. Preis in der Kategorie General News, Stories beim World Press Photo Award mit seiner Arbeit Cross-Border Love
- 2023: 3. Preis beim Swiss Press Photo Award für seine erweiterte Arbeit über Agent Orange

## Ausstellungen
Solo-Ausstellungen
- 1990: Nikon Salon Shinjuku, Tokio: Three Aspects of Switzerland
- 1993: Mala Galerie Kladno, Tschechische Republik: The Helvetic War
- 1997: Universität Basel, ZLF: Innenansichten eines japanischen Zen-Tempels
- 1999: Galerie Transit, Basel
- 2002: Galerie Sommerlust, Schaffhausen
- 2006: Galerie Fons, Pardubice, Tschechische Republik: Untouchables
- 2007: 3. Wort- und BildfestiFall Colorful India in Schaffhausen/Neuhausen: The Dalits: The Untouchables of India